# SEAT Ibiza
A SEAT Ibiza a SEAT kiskategóriás autója. Amióta a SEAT a Volkswagen-csoport tagja, a Škoda Fabiával és a Volkswagen Polóval közös alapokra épül.

## Második generáció (6K, 1993–2002)
1993-ban jelent meg 6K1 típusnévvel részben a Volkswagen égisze alatt. 1999-ben egy faceliftet kapott amivel sportosabb lett, ennek a neve 6K2 lett. A Volskwagen Golf 3-al egy padlólemezre épül. Kapható volt 3- és 5 ajtós kivitelben, illetve coupe variantban ami a Seat Cordoba néven ismert. A facelift előtt ezekben a felszereltségekben lehetett kapni:  I, CL, CLX, GLX, Pasion, S és GTI. Később ezeket az elnevezéseket kapta: Base, E, S, SE, SXE, Sport, GT, GTI és GTI Cupra Sport. 
| 1.0 MPI                    | 999 cc   | 8  | 50 LE (37 kW; 49 hp) / 5000    | 86 N⋅m (63 lb⋅ft) / 3000–3600    | AER       | 1996–1999       |
| 1.05 i                     | 1,043 cc | 8  | 45 LE (33 kW; 44 hp) / 5200    | 76 N⋅m (56 lb⋅ft) / 2800         | AAU       | 1993–1996       |
| 1.3 i                      | 1,272 cc | 8  | 54 LE (40 kW; 53 hp) / 5000    | 95 N⋅m (70 lb⋅ft) / 3200–3400    | AAV       | 1993–1994       |
| 1.4 "Special" engine D, AR | 1,390 cc | 8  | 54 LE (40 kW; 53 hp)) / ?      | ? Nm / ?–?                       | ANX       | 1998–1999       |
| 1.4 i                      | 1,391 cc | 8  | 60 LE (44 kW; 59 hp) / 5200    | 107 N⋅m (79 lb⋅ft) / 2400–2800   | ABD       | 1994–1996       |
| 1.4 MPI                    | 1,390 cc | 8  | 60 LE (44 kW; 59 hp) / 4700    | 116 N⋅m (86 lb⋅ft) / 2800–3200   | AEX / APQ | 1996–1999       |
| 1.4 MPI GT                 | 1,390 cc | 16 | 101 LE (74 kW; 100 hp) / 6000  | 128 N⋅m (94 lb⋅ft) / 4400        | AFH       | 1996–1999       |
| 1.6 i                      | 1,598 cc | 8  | 75 LE (55 kW; 74 hp) / 5200    | 126 N⋅m (93 lb⋅ft) / 3400        | ABU       | 1993–1994       |
| 1.6 i                      | 1,595 cc | 8  | 75 LE (55 kW; 74 hp) / 5200    | 125 N⋅m (92 lb⋅ft) / 2600        | 1F        | 1994–1997       |
| 1.6 MPI                    | 1,598 cc | 8  | 75 LE (55 kW; 74 hp) / 4800    | 135 N⋅m (100 lbf⋅ft) / 2800–3600 | AEE       | 1997–1999       |
| 1.6 MPI                    | 1,595 cc | 8  | 101 LE (74 kW; 100 hp) / 5800  | 140 N⋅m (103 lbf⋅ft) / 3500      | AFT       | 1996–1999       |
| 1.8 i                      | 1,781 cc | 8  | 90 LE (66 kW; 89 hp) / 5500    | 145 N⋅m (107 lb⋅ft) / 2700–2900  | ABS / ADZ | 1993–1996       |
| 1.8 MPI GTI                | 1,781 cc | 16 | 129 LE (95 kW; 127 hp) / 6000  | 165 N⋅m (122 lb⋅ft) / 4800       | ADL       | 1994–1996       |
| 2.0 MPI GTI                | 1,984 cc | 8  | 115 LE (85 kW; 113 hp) / 5400  | 166 N⋅m (122 lb⋅ft) / 3200       | 2E        | 1993–1996       |
| 2.0 MPI GTI                | 1,984 cc | 8  | 115 LE (85 kW; 113 hp) / 5400  | 166 N⋅m (122 lb⋅ft) / 2600       | AGG       | 1996–1999       |
| 2.0 Cupra                  | 1,984 cc | 16 | 150 LE (110 kW; 148 hp) / 6000 | 180 N⋅m (133 lbf⋅ft) / 4200–5000 | ABF       | 1996–1999       |
| Dízel motorok              |          |    |                                |                                  |           |                 |
| 1.9 D                      | 1,896 cc | 8  | 64 LE (47 kW; 63 hp) / 4400    | 124 N⋅m (91 lb⋅ft) / 2000–3000   | 1Y        | 1996–1999       |
| 1.9 D                      | 1,896 cc | 8  | 68 LE (50 kW; 67 hp) / 4400    | 127 N⋅m (94 lb⋅ft)/ 2200–2600    | 1Y        | 1993–1996       |
| 1.9 SDI                    | 1,896 cc | 8  | 64 LE (47 kW; 63 hp) / 4200    | 125 N⋅m (92 lb⋅ft) / 2200–2800   | AEY       | 1996–1999       |
| 1.9 TD                     | 1,896 cc | 8  | 75 LE (55 kW; 74 hp) / 4200    | 150 N⋅m (111 lbf⋅ft) / 2400–3400 | AAZ       | 1993–1996       |
| 1.9 TDI                    | 1,896 cc | 8  | 90 LE (66 kW; 89 hp) / 4000    | 202 N⋅m (149 lb⋅ft) / 1900       | 1Z        | 07.1996–12.1996 |
| 1.9 TDI (GT)               | 1,896 cc | 8  | 90 LE (66 kW; 89 hp) / 4000    | 210 N⋅m (155 lbf⋅ft) / 1900      | AHU       | 1996–1999       |
| 1.9 TDI GT                 | 1,896 cc | 8  | 110 LE (81 kW; 108 hp) / 4150  | 235 N⋅m (173 lb⋅ft) / 1900       | AFN       | 1996–1999       |

A 6K2-es Ibiza 1999ben jelent meg, ez az első Ibiza ami teljesen a VW égisz alatt készült. felszereltségei a következők: Entry, S, SE, SX, Award, Stella, Signo, Sport, Cupra és Cupra R.
| Benzin motorok   | Benzin motorok | Benzin motorok | Benzin motorok                 | Benzin motorok                   | Benzin motorok        | Benzin motorok             | Benzin motorok |
| ---------------- | -------------- | -------------- | ------------------------------ | -------------------------------- | --------------------- | -------------------------- | -------------- |
| 1.0 MPI          | 999 cc         | 8              | 50 LE (37 kW; 49 hp) / 5000    | 86 N⋅m (63 lb⋅ft) / 3000–3600    | ALD / ANV / AUC       | 145 km/h (90 mph)          | 1999–2002      |
| 1.0 MPI          | 999 cc         | 16             | 70 LE (51 kW; 69 hp) / 6200    | 91 N⋅m (67 lb⋅ft) / 4500         | AVZ                   | 165 km/h (103 mph)         | 2000–2002      |
| 1.4 MPI          | 1,390 cc       | 8              | 60 LE (44 kW; 59 hp) / 4700    | 116 N⋅m (86 lb⋅ft) / 3500        | AKK / ANW / AUD       | 157 km/h (98 mph)          | 1999–2002      |
| 1.4 MPI          | 1,390 cc       | 16             | 75 LE (55 kW; 74 hp) / 5000    | 128 N⋅m (94 lb⋅ft) / 3300        | APE / AUA             | 180 km/h (112 mph)         | 1999–2002      |
| 1.6 MPI          | 1,598 cc       | 8              | 75 LE (55 kW; 74 hp) / 4800    | 135 N⋅m (100 lb⋅ft) / 3200       | ALM                   | 170 km/h (106 mph)         | 1999–2000      |
| 1.6 MPI          | 1,595 cc       | 8              | 100 LE (74 kW; 99 hp) / 5600   | 145 N⋅m (107 lb⋅ft) / 3800       | AKL / APF / AEH / AUR | 184–188 km/h (114–117 mph) | 1999–2002      |
| 20VT, 1.8T Cupra | 1,781 cc       | 20             | 156 LE (115 kW; 154 hp) / 5800 | 210 N⋅m (155 lbf⋅ft) / 1800–5000 | AQX / AYP             | 218 km/h (135 mph)         | 1999–2002      |
| 1.8T Cupra R     | 1,781 cc       | 20             | 180 LE (132 kW; 178 hp) / 5600 | 235 N⋅m (173 lb⋅ft) / 2100–5000  | BBU                   | 225 km/h (140 mph)         | 2002–2002      |
| Dízel motorok    |                |                |                                |                                  |                       |                            |                |
| 1.9 SDI          | 1,896 cc       | 8              | 68 LE (50 kW; 67 hp) / 4200    | 133 N⋅m (98 lb⋅ft) / 2200–2600   | AGP / AQM             | 161 km/h (100 mph)         | 1999–2002      |
| 1.9 TDI          | 1,896 cc       | 8              | 90 LE (66 kW; 89 hp) / 3750    | 210 N⋅m (155 lbf⋅ft) / 1900      | AGR / ALH             | 180 km/h (112 mph)         | 1999–2002      |
| 1.9 TDI          | 1,896 cc       | 8              | 110 LE (81 kW; 108 hp) / 4150  | 235 N⋅m (173 lb⋅ft) / 1900       | ASK / ASV             | 193 km/h (120 mph)         | 1999–2002      |

## Negyedik generáció (6J, 2008–2017)
A 2008-ban bemutatkozó negyedik Ibizát Luc Donckerwolke tervezte, aki korábban a Lamborghininek dolgozott. A SEAT elhatározta, hogy az új Ibizától kezdve az Audihoz hasonló minőséget igyekszik elérni a belső terekben. A csomagtér 292 literes.

### Ibiza Sport
A Sport felszereltséghez 16 colos kerekek, színre fújt lökhárítók járnak. 1,4 literes motora 86 lóerőre képes.

## Ötödik generáció (6F, 2017–)
2017 márciusában a Genfi Autókiállításon mutatták be a SEAT Ibiza újabb generációját. Ekkorra már 5,4 millió Ibizát adtak el világszerte. Az új típust Barcelonában fejlesztették ki. A Volkswagen-csoport MQB alvázát használja.
Az ötödik Ibiza szinte egyszerre jelent meg a hatodik Volkswagen Polóval, műszakilag, szerkezetileg is megegyezik a két típus. Az alapmodell 1,0 literes szívómotorja 75 lóerőre képes, ezen kívül kapható még 95 és 115 lóerős turbómotorral is, amelyek szintén egyliteresek. Csomagtere 355 liter, azaz 63 literrel nagyobb a 2017 előtti Ibizáénál. Az új Ibiza 10 centiméterrel szélesebb elődjénél, másik két dimenziója azonban nem változott jelentősen. A legmagasabb felszereltséget kivéve (ahol bézs) a szürke a belső tér legvilágosabb színe. A kormánykereke megegyezik a negyedik generációéval. A tengelytáv 95 mm-t nőtt. Az alapfelszereltséghez már jár légkondicionáló, motorral nyitható első ablakok és mindössze 5 colos átmérőjű, navigációt nem tartalmazó érintőképernyő.
Az Ibiza ötödik generációjának újratervezett változatát 2021 áprilisában mutatják be.